# Беттс, Дики
Дики Беттс (англ. Dickey Betts; 12 декабря 1943, Уэст-Палм-Бич, Флорида — 18 апреля 2024, Оспри, Флорида) — американский гитарист, певец, автор песен и композитор, один из основателей рок-группы The Allman Brothers Band. Внесён в Зал славы рок-н-ролла в 1995 году, а также обладатель премии «Грэмми» за инструментальную композицию «Jessica» в 1996 году. Признан одним из самых влиятельных гитаристов всех времён. По версии журнала Rolling Stone, Дики Беттс занимал 58-ю позицию в рейтинге «ста величайших гитаристов всех времён». The New York Times называл его одним из величайших рок-гитаристов, думающим как джазовый импровизатор и играющим зажигательный рок-н-ролл.
Умер 18 апреля 2024 года от рака и ХОБЛ в своём доме в Оспри, штат Флорида в возрасте 80 лет.

## Дискография

### Сольные альбомы
- Highway Call (1974)(Richard Betts)
- Dickey Betts & Great Southern (1977) (Dickey Betts & Great Southern)
- Atlanta’s Burning Down (1978) (Dickey Betts & Great Southern)
- Night (Unreleased Country Album) (1982) (Dickey Betts)
- Pattern Disruptive (1989) (Dickey Betts Band)
- Let’s Get Together (2001) (Dickey Betts Band)
- The Collectors #1 (2002) (Dickey Betts & Great Southern)
- Back Where It All Begins: Live at the Rock and Roll Hall of Fame & Museum (DVD) (2005) (Dickey Betts & Great Southern)
- The Official Bootleg (Live) (2006) (Dickey Betts & Great Southern)
- Dickey Betts & Great Southern — Rockpalast: 30 Years of Southern Rock, 1978—2008 (DVD)